# Kreuzkirche (Nordhorn)

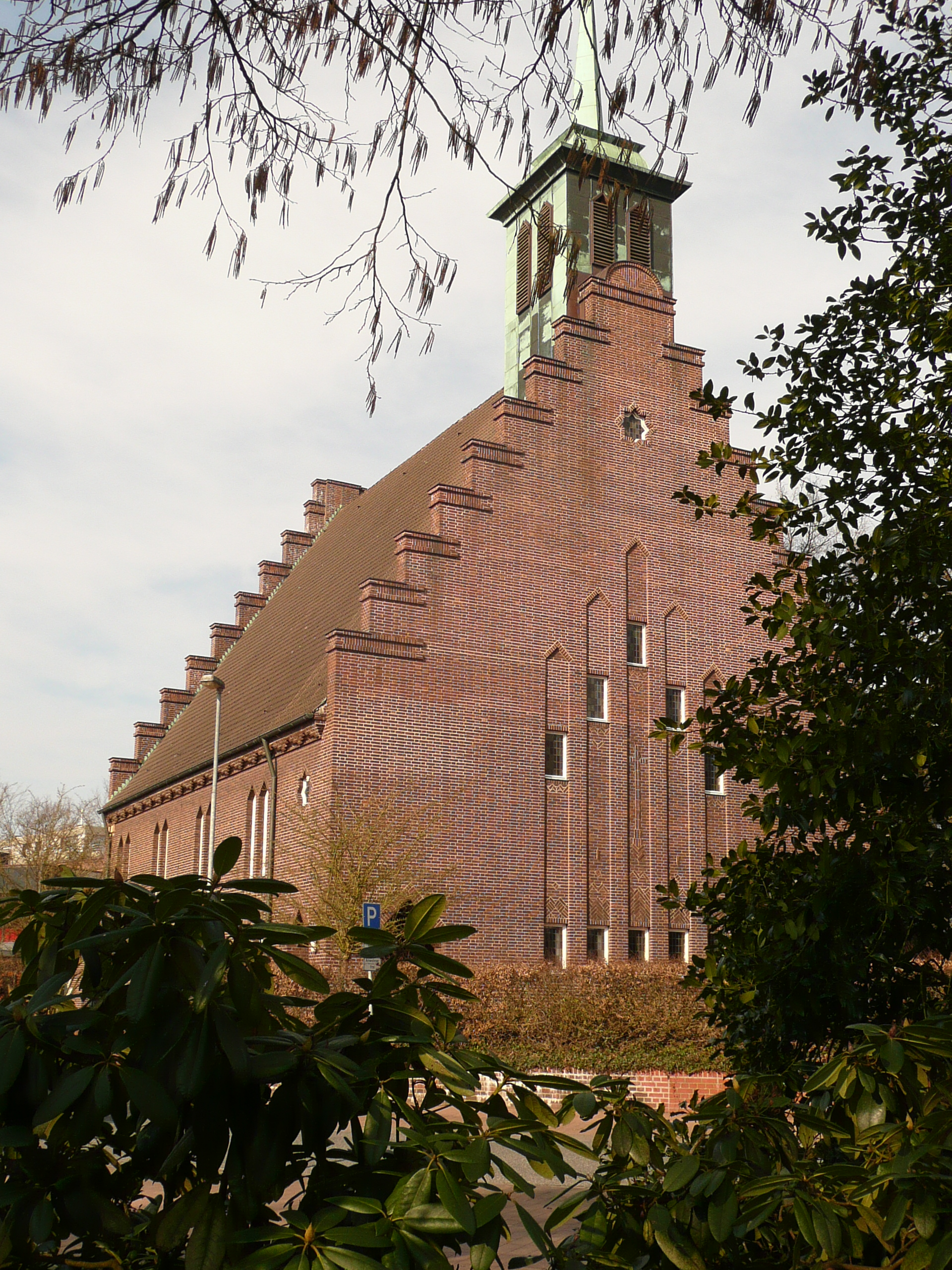
Kreuzkirche Nordhorn

Die Kreuzkirche in Nordhorn ist die älteste der vier Kirchen der evangelisch-lutherischen Christen in der Kreisstadt der Grafschaft Bentheim und Grenzstadt zu den Niederlanden. Sie steht unter Denkmalschutz.

## Bau und Baugeschichte
Bei der Kreuzkirche handelt es sich um einen Saalbau mit rechteckigem Chorraum. An der äußeren Vorder- und Rückseite sind die neunstufigen Treppengiebel auffällig. Ein mit Kupfer bekleideter Dachreiter mit eng zulaufender, mit einem Kreuz gekrönten Turmspitze, dient als Glockenstube.
Der Bauentwurf stammt von Regierungsbaurat Weinmann aus Lingen, die Baukostensumme belief sich auf 13.500 Mark.
Am 26. Mai 1929 wurde der Grundstein zum Bau der Kirche an der Jahnstraße/Ecke Van-Delden-Straße gelegt. Am 6. April 1930 fand die Einweihung durch den hannoverschen Landesbischof und Abt von Loccum D. August Marahrens statt.
Als im Jahre 1956 im Nordhorner Stadtteil Blanke die neue Martin-Luther-Kirche eingeweiht wurde, erhielt die Kirche zur Unterscheidung den Namen „Stadtkirche“.
Im Jahre 1962 fand eine grundlegende Renovierung des Innenraums der Kirche statt. Der bisherige Holzaltar und die Engelbilder an der Chorwand wurden beseitigt. Stattdessen entstand an der Chorwand ein kreuzförmiges Mosaik, das das Lamm Gottes mit zwölf Toren und Engeln des himmlischen Jerusalems zeigt. Angefertigt wurde es von Siegfried Steege aus Schwarmstedt.
Im Jahre 1964 erhielt die „Stadtkirche“ ihren jetzigen Namen „Kreuzkirche“, nachdem im Stadtteil Blumensiedlung die neue Christuskirche errichtet und der Name Stadtkirche nunmehr unpassend erschien.
Im Jahre 1985 fand erneut eine Innenrenovierung der Kirche statt mit Innenanstrich sowie dem Einbau einer neuen Heizung und der Generalüberholung der Führer-Orgel.

## Geläut
Während des Krieges wurde eine der beiden Bronzeglocken für Kriegszwecke beschlagnahmt. Am 6. Februar 1952 erhielt die Kirche Ersatz: eine 1710 in Königsberg (Preußen) gegossene Glocke, die bis 1938 in der Dorfkirche in Klein Dexen im Landkreis Preußisch Eylau in Ostpreußen (heute russisch: Фурманово (Furmanowo) in der Oblast Kaliningrad) geläutet hatte. Dort musste die Kirche wegen der Anlage eines Truppenübungsplatzes aufgegeben und nach Stablack (heute russisch: Dolgorukowo) verlegt werden. Die Glocke war vor dem Einschmelzen im Krieg gerettet und auf dem Glockenfriedhof in Hamburg aufbewahrt worden.

## Kirchenmusik
Eine besondere Pflege genießt die Kirchenmusik an der Kreuzkirche: Sowohl der Posaunenchor (ca. 16 Mitglieder) als auch die Lutherische Kantorei (ca. 40 aktive Mitglieder) gestalten regelmäßig Konzerte in den drei lutherischen Hauptkirchen. So werden Oratorien und Kantaten im Rahmen eines Konzertes oder im Gottesdienst aufgeführt. Dieses Angebot wird von Orgelkonzerten sowie von Solokünstlern und Chören diverser geistlicher und weltlicher Ausrichtungen ergänzt.
Derzeitiger Kantor ist seit 2010 Jens Christian Peitzmeier.

### Orgel
Am 15. Mai 1955 konnte die neue von der Orgelbauwerkstatt Alfred Führer in Wilhelmshaven gebaute Orgel ihrer Bestimmung übergeben werden. Das Instrument hat 20 Register auf zwei Manualen und Pedal, die Spiel- und Registertrakturen sind mechanisch. Die Orgel wurde in den 1980er Jahren grundlegend saniert und um die Trompete 8′ im Hauptwerk erweitert. Im Rahmen der Renovierungen und Restaurationsarbeiten in der Kreuzkirche wurden 2014 kleinere klangliche Anpassungen an die veränderte Raumakustik vorgenommen. In diesem Zusammenhang wurde die Mixtur reduziert, die in ihrer alten Form klanglich zu scharf und zu aufdringlich für den Raum geworden war.
| I Hauptwerk C– |               |       |
| 1.             | Rohrflöte     | 8′    |
| 2.             | Prinzipal     | 8′    |
| 3.             | Blockflöte    | 4′    |
| 4.             | Oktave        | 4′    |
| 5.             | Oktave        | 2′    |
| 6.             | Nasat         | 2 ⁄3′ |
| 7.             | Mixtur III-IV |       |
| 8.             | Trompete      | 8′    |

| II Brustwerk C– |                 |       |
| 9.              | Gedackt         | 8′    |
| 10.             | Rohrflöte       | 4′    |
| 11.             | Waldflöte       | 2′    |
| 12.             | Sesquialtera II | 2 ⁄3′ |
| 13.             | Zimbel II       |       |
| 14.             | Dulcian         | 8′    |
|                 | Tremulant       |       |

| Pedal C– |                  |     |
| 15.      | Subbass          | 16′ |
| 16.      | Oktave           | 8′  |
| 17.      | Oktave           | 4′  |
| 18.      | Rauschpfeife III |     |
| 19.      | Posaune          | 16′ |
| 20.      | Trompete         | 8′  |

- Koppeln: II/I, I/P, II/P

## Gemeinde
Seit dem 18. Jahrhundert wurden vereinzelt in der Grafschaft Bentheim wohnende lutherische Christen vom Pfarramt in Lingen betreut, wo ein Pastor mit einem Hilfsgeistlichen eingesetzt war. Am 25. August 1912 wurde die erste lutherische Kirche in der Grafschaft Bentheim in der Stadt Bentheim errichtet.
Wegen wachsender Zahl lutherische Gemeindeglieder in der überwiegend vom reformierten Bekenntnis geprägten Region wurde 1914 der Amtssitz des Lingener Hilfsgeistlichen nach Bentheim verlegt. An verschiedenen Orten der Grafschaft fanden lutherische Gottesdienste in nicht kircheneigenen Gebäuden statt.
Am 1. Oktober 1924 wurde die pfarramtliche Verbindung der Grafschaft Bentheim mit Lingen aufgelöst. In der Grafschaft wurden zwei Gemeinden gebildet: Bentheim (Obergrafschaft) und Nordhorn (Niedergrafschaft). Zuständiger Pastor wurde der bisherige Hilfsgeistliche Paul Trippe, dessen Amtssitz vorerst noch Bentheim war. 1926 wurde dann eine eigene Pfarrstelle für die Grafschaft Bentheim mit Sitz in Nordhorn eingerichtet.
War die Zahl der lutherischen Christen zunächst noch überschaubar, so stieg sie in Nordhorn wie in der gesamten Grafschaft nach 1945 sprunghaft an: Tausende von Flüchtlingen und Vertriebenen aus den deutschen Ostgebieten suchten hier eine neue Bleibe. Sie kamen meist aus unierten Landeskirchen mit lutherischer Tradition, für die die reformiert geprägte Glaubenspraxis der Grafschafter fremd blieb.
Das lutherische Landeskirchenamt in Hannover handelte prompt: zwischen 1945 und 1949 wurden eigene Pastoren entsandt, die meist ebenfalls aus dem Osten gekommen waren und neue Tätigkeiten suchten. In Nordhorn nahm ein zweiter Pastor seine Arbeit auf und die Kreuzkirche wurde Mutterkirche von zahlreichen neu entstandenen Kapellengemeinden in der Region.
Von den 11.400 Lutheranern in Nordhorn gehören heute 5.200 zur Kreuzkirchengemeinde, die inzwischen mit der Michaeliskirche in Klausheide, dem Jochen-Klepper-Haus im Stadtteil Bookholt und dem Jugendheim „Am Strampel“ zusätzliche kirchliche Gebäude bekommen hat.
Die Kreuzkirchengemeinde liegt im Kirchenkreis Emsland-Bentheim des Sprengels Ostfriesland-Ems der Evangelisch-Lutherischen Landeskirche Hannovers.

## Pastoren und Pastorinnen der Kreuzkirche
1. 1924–1936: Paul Trippe
2. 1937–1946: Eduard Heller
3. 1945–1948: Gottfried Rudolph (Pfarramtshelfer)
4. 1947–1964: Egbert Zieger
5. 1949–1956: Erich Schwanitz (wird Pastor der neuen Martin-Luther-Kirche im Stadtteil Blanke)
6. 1959–1962: Friedel Hermann Kleinschmidt
7. 1962–1964: Dirk Koller (wird Pastor der neuen Christuskirche im Stadtteil Blumensiedlung)
8. 1964–1971: Werner Stecher
9. 1966–1977: Hans-Gerd Kaul
10. 1972–1986: Hans-Martin Danckwerts
11. 1978–2002: Albert Freese
12. 1987–1988: Udo Löhr
13. 1988–1997: Jürgen Plötze
14. 1997–2002: Christiane Möhle
15. 1999–2009: Marc Blessing
16. 2002–2004: Wiebke Köhler
17. 2002–2004: Dirk Brandt
18. 2004–2018: Christa Olearius
19. 2005–2020: Thomas Kersten
20. seit 2010: Simon de Vries
21. 2018–2022: Henrike Lüers
22. seit 2021: Hans Hartmann
23. seit 2022: Katharina Friebe

## Partnergemeinden
- Seit den 1950er Jahren unterhält die Kreuzkirchengemeinde eine Patenschaft und spätere Partnerschaft zur Evangelisch-Lutherischen Kirchengemeinde in Olbernhau (Kirchenbezirk Marienberg) der Evangelisch-Lutherischen Landeskirche Sachsens.

- Außerdem besteht seit mehreren Jahren eine Partnerschaft mit der Kirchengemeinde Masawi im District Kondoa in der Evangelisch-Lutherischen Kirche in Tansania.